# 마녀사냥 (텔레비전 프로그램)
《마녀사냥》은 JTBC의 텔레비전 토크 쇼이다. 남자들의 여자 이야기라는 부제 아래, 치명적인 매력으로 남자를 뒤흔드는 마녀(마성의 여자)들에 대한 여심을 냉소적으로 파헤치는 토크 버라이어티라는 주제로 방송하였다. 2013년 10월 18일에 방송된 12회부터 15세 이상 시청가에서 19세 이상 시청가로 조정되었다.

## 방송 시간
| 방송채널 | 방송 기간                         | 방송 시간           | 비고 |
| -------- | --------------------------------- | ------------------- | ---- |
| JTBC     | 2013년 8월 2일 ~ 2015년 12월 18일 | 매주 금요일 밤 11시 |      |

## 진행 MC
- 신동엽, 성시경, 허지웅 (2013년 8월 2일 ~ 2015년 12월 18일)
- 유세윤 (2014년 3월 21일 ~ 2015년 12월 18일)
- 샘 해밍턴 (2013년 8월 2일 ~ 2014년 3월 14일)

## 고정 게스트
- 곽정은, 한혜진, 홍석천 : 2013년 8월 2일 ~ 2015년 4월 10일
- 서인영 : 2015년 8월 21일 ~ 2015년 12월 18일 (2부 고정 MC로 합류)

## 코너

### 마녀사냥
- 너의 곡소리가 들려

시청자들이 보내준 마성의 여자 혹은 남자에 관한 사연을 바탕으로 고민을 해소해주는 코너이다. 주로, 사연에 관한 토론과 MC들의 생각과 잡담으로 진행이 되며 MC들의 경험과 상식을 바탕으로 해결 방안에 대해 조언을 해준다.
- 그린라이트를 켜줘

시청자들이 보내준 사연을 바탕으로 이성의 행동이 호감의 신호인지, 나만의 착각인지 판단해주는 코너이다.
- 너의 톡소리가 들려

연애 문제로 고민 중인 사연자를 스튜디오로 초청해서 4MC가 함께 고민을 나누는 코너이다.

### 마녀재판
| 회차 | 방영일          | 영화/드라마                 | 마녀/마법사       |
| ---- | --------------- | --------------------------- | ----------------- |
| 1회  | 2013년 8월 2일  | 건축학개론                  | 양서연(배수지 분) |
| 2회  | 2013년 8월 9일  | 봄날은 간다                 | 한은수(이영애 분) |
| 3회  | 2013년 8월 16일 | 가을동화                    | 윤은서(송혜교 분) |
| 4회  | 2013년 8월 23일 | 아내가 결혼했다             | 주민아(손예진 분) |
| 5회  | 2013년 8월 30일 | 엽기적인 그녀               | 전여인(전지현 분) |
| 6회  | 2013년 9월 6일  | 누구나 비밀은 있다          | 최수현(이병헌 분) |
| 7회  | 2013년 9월 13일 | 세상 어디에도 없는 착한남자 | 한재희(박시연 분) |

## 방송 회차

### 2013년
| 회차   | 방송일    | 출연자         | 시청률 |
| ------ | --------- | -------------- | ------ |
| 제1회  | 8월 2일   | 리지           | 0.667% |
| 제2회  | 8월 9일   | 김예원         | 0.726% |
| 제3회  | 8월 16일  | 정가은         | 1.021% |
| 제4회  | 8월 23일  | 김예원         | 0.929% |
| 제5회  | 8월 30일  | 조정치, 낸시랭 | 0.756% |
| 제6회  | 9월 6일   | 김새롬         | 0.631% |
| 제7회  | 9월 13일  | 홍진영         | 0.972% |
| 제8회  | 9월 20일  | 김정민         | 1.111% |
| 제9회  | 9월 27일  | 레이디 제인    | 0.943% |
| 제10회 | 10월 4일  | 레이디 제인    | 1.242% |
| 제11회 | 10월 11일 | 정경호         | 1.802% |
| 제12회 | 10월 18일 | 박은지         | 1.473% |
| 제13회 | 10월 25일 | 뮤지           | 1.496% |
| 제14회 | 11월 1일  | 김예원         | 1.605% |
| 제15회 | 11월 8일  | 가희           | 1.798% |
| 제16회 | 11월 15일 | 심은진         | 1.828% |
| 제17회 | 11월 22일 | 레이디 제인    | 1.685% |
| 제18회 | 11월 29일 | 김지민         | 1.776% |
| 제19회 | 12월 6일  | 김아중, 주원   | 1.503% |
| 제20회 | 12월 13일 | 후지타 사유리  | 1.680% |
| 제21회 | 12월 20일 | 유세윤, 박소현 | 1.525% |
| 제22회 | 12월 27일 | 나르샤         | 1.792% |

- AGB닐슨 미디어 리서치에서 공개한 자료(네이버, 다음 포털사이트)를 작성한 시청률이다. 빨간색 글씨는 최고 시청률, 파란색 글씨는 최저 시청률을 나타낸다.

### 2014년
| 회차   | 방송일    | 출연자                | 시청률  |
| ------ | --------- | --------------------- | ------- |
| 제23회 | 1월 3일   | 김슬기                | 2.088%  |
| 제24회 | 1월 10일  | 김예원                | 1.959%  |
| 제25회 | 1월 17일  | 김지민                | 2.455%  |
| 제26회 | 1월 24일  | 송경아                | 2.244%  |
| 제27회 | 1월 31일  | 가인                  | 1.574%  |
| 제28회 | 2월 7일   | 이현이                | 1.662%  |
| 제29회 | 2월 14일  | 엄정화, 문소리        | 2.254%  |
| 제30회 | 2월 21일  | 백지영                | 2.088%  |
| 제31회 | 2월 28일  | 김재경                | 2.483%  |
| 제32회 | 3월 7일   | 박지윤                | 2.627%  |
| 제33회 | 3월 14일  | 유세윤, 홍진경        | 2.584%  |
| 제34회 | 3월 21일  | 이태임                | 2.309%  |
| 제35회 | 3월 28일  | 안재욱, 리지          | 2.803%  |
| 제36회 | 4월 4일   | 나르샤                | 2.406%  |
| 제37회 | 4월 11일  | 임창정, 수빈          | 1.811%  |
| 제38회 | 5월 2일   | 가희                  | 2.225%  |
| 제39회 | 5월 9일   | 송승헌, 온주완        | 2.637%  |
| 제40회 | 5월 16일  | 이기광, 최희          | 2.513%  |
| 제41회 | 5월 23일  | 허가윤, 권소현        | 2.136%  |
| 제42회 | 5월 30일  | 신혜성                | 2.459%  |
| 제43회 | 6월 6일   | 고은아                | 2.619%  |
| 제44회 | 6월 13일  | 이민기                | 2.126%  |
| 제45회 | 6월 20일  | 은정, 승희            | 2.106%  |
| 제46회 | 6월 27일  | 하석진                | 1.921%  |
| 제47회 | 7월 4일   | 소진, 민아            | 2.096%  |
| 제48회 | 7월 11일  | 윤진서                | 1.916%  |
| 제49회 | 7월 18일  | 이채영                | 2.213%  |
| 제50회 | 7월 25일  | 강레오, 거미          | 2.203%  |
| 제51회 | 8월 1일   | 최여진                | 2.263%  |
| 제52회 | 8월 8일   | 샘 해밍턴, 효린, 소유 | 2.376%  |
| 제53회 | 8월 15일  | 전효성, 징거          | 2.238%  |
| 제54회 | 8월 22일  | 존 박                 | 1.822%  |
| 제55회 | 8월 29일  | 박재범                | 2.080%  |
| 제56회 | 9월 5일   | 미공개 영상           | 1.548%  |
| 제57회 | 9월 12일  | 존 박                 | 1.720%  |
| 제58회 | 9월 19일  | 은정, 큐리            | 1.823%  |
| 제59회 | 9월 26일  | 천이슬                | 1.831%  |
| 제60회 | 10월 3일  | 장기하                | 1.756%  |
| 제61회 | 10월 10일 | 이규한                | 1.673%  |
| 제62회 | 10월 17일 | 오창석                | 1.964%  |
| 제63회 | 10월 24일 | 전소민                | 1.853%  |
| 제64회 | 10월 31일 | 주원, 안재현          | 2.529%  |
| 제65회 | 11월 7일  | 이지애                | 2.095%  |
| 제66회 | 11월 14일 | 이재훈                | 1.966%  |
| 제67회 | 11월 21일 | 김서형                | 1.619%  |
| 제68회 | 11월 28일 | 오지호                | 2.117%  |
| 제69회 | 12월 5일  | 한고은                | 2.271%  |
| 제70회 | 12월 12일 | 줄리엔 강             | 1.664 % |
| 제71회 | 12월 19일 | 홍진영                | 1.575 % |
| 제72회 | 12월 26일 | 2014 스페셜           | 1.518 % |

- AGB닐슨 미디어 리서치에서 공개한 자료를 작성한 시청률이다. 빨간색 글씨는 최고 시청률, 파란색 글씨는 최저 시청률을 나타낸다.

### 2015년
| 회차    | 방송일    | 출연자                       | 시청률 |
| ------- | --------- | ---------------------------- | ------ |
| 제73회  | 1월 2일   | 박재범                       | 2.079% |
| 제74회  | 1월 9일   | 줄리엔 강                    | 1.790% |
| 제75회  | 1월 16일  | 이채영                       | 2.121% |
| 제76회  | 1월 23일  | 한고은                       | 1.545% |
| 제77회  | 1월 30일  | 최화정                       | 1.598% |
| 제78회  | 2월 6일   | 홍콩 특집                    | 1.702% |
| 제79회  | 2월 13일  | 홍콩 특집                    | 1.424% |
| 제80회  | 2월 20일  | 홍콩 특집                    | 1.381% |
| 제81회  | 2월 27일  | 컬투                         | 2.083% |
| 제82회  | 3월 6일   | 이본, 강균성                 | 2.214% |
| 제83회  | 3월 13일  | 이홍기, 가인                 | 1.820% |
| 제84회  | 3월 20일  | 장수원, 장도연               | 1.947% |
| 제85회  | 3월 27일  | 케이윌, 소유                 | 1.839% |
| 제86회  | 4월 3일   | 장동민, 유상무               | 1.807% |
| 제87회  | 4월 10일  | 서장훈                       | 2.062% |
| 제88회  | 4월 17일  | 최현석, 알베르토 몬디        | 1.871% |
| 제89회  | 4월 24일  | 은정                         | 1.766% |
| 제90회  | 5월 1일   | 오지호, 강예원               | 1.544% |
| 제91회  | 5월 8일   | 이상민, 은정                 | 1.576% |
| 제92회  | 5월 15일  | 서장훈, 후지타 사유리        | 1.556% |
| 제93회  | 5월 22일  | 다니엘 린데만, 테라다 타쿠야 | 1.611% |
| 제94회  | 5월 29일  | 에릭 남, 가희                | 1.329% |
| 제95회  | 6월 5일   | 온유, 태민                   | 1.694% |
| 제96회  | 6월 12일  | 지오, 미르                   | 1.657% |
| 제97회  | 6월 19일  | 슬리피, 정상훈               | 1.742% |
| 제98회  | 6월 26일  | 산이, 바다                   | 1.862% |
| 제99회  | 7월 3일   | 송재림                       | 1.291% |
| 제100회 | 7월 10일  | 100회 특집                   | 0.980% |
| 제101회 | 7월 17일  | 곽정은, 한혜진, 홍석천       | 1.205% |
| 제102회 | 7월 24일  | 딘딘, 키썸, 지민             | 1.380% |
| 제103회 | 7월 31일  | 서인영, 황치열               | 1.427% |
| 제104회 | 8월 7일   | 서인영, 슬리피               | 1.492% |
| 제105회 | 8월 14일  | 이상민, 성규, 임수향, 유소영 | 1.168% |
| 제106회 | 8월 21일  | 심형탁, 서유리, 서인영       | 1.340% |
| 제107회 | 8월 28일  | 배정남, 이혁                 | 1.110% |
| 제108회 | 9월 4일   | 사이먼 도미닉                | 1.308% |
| 제109회 | 9월 11일  | 김용준, 이석훈               | 1.150% |
| 제110회 | 9월 18일  | 홍진호, 후지타 사유리        | 1.307% |
| 제111회 | 9월 25일  | 이국주, 오타니 료헤이        | 1.284% |
| 제112회 | 10월 2일  | 토니 안, 장수원              | 1.315% |
| 제113회 | 10월 9일  | 아유미                       | 1.189% |
| 제114회 | 10월 16일 | 이은결, 오세득, 아키바 리에  | 1.252% |
| 제115회 | 10월 23일 | 김정훈, 송해나               | 0.915% |
| 제116회 | 10월 30일 | 빈지노, 서지혜               | 1.301% |
| 제117회 | 11월 6일  | 조동혁, 정호연               | 1.182% |
| 제118회 | 11월 13일 | 제아, 가인                   | 1.033% |
| 제119회 | 11월 20일 | 치타, 산이                   | 1.119% |
| 제120회 | 11월 27일 | 박재범, 로꼬                 | 0.874% |
| 제121회 | 12월 4일  | 이홍기, 솔지                 | 1.292% |
| 제122회 | 12월 11일 | 배정남, 송해나               | 1.172% |
| 제123회 | 12월 18일 | 곽정은                       | 0.913% |